# Châteauneuf-de-Randon
Pour les articles homonymes, voir Châteauneuf.
Châteauneuf-de-Randon (Chastèlnòu de Randoun en auvergnat du Gévaudan) est une commune française située dans le nord-est du département de la Lozère en région Occitanie.
Exposée à un climat de montagne, elle est drainée par le Chapeauroux, la Boutaresse, la Clamouse, le Malrieu, les Rousses et par divers autres petits cours d'eau. La commune possède un patrimoine naturel remarquable composé de deux zones naturelles d'intérêt écologique, faunistique et floristique.
Châteauneuf-de-Randon est une commune rurale qui compte 518 habitants en 2022, après avoir connu un pic de population de 1 502 habitants en 1856.  Ses habitants sont appelés les Castelrandonnais ou  Castelrandonnaises.

## Géographie

### Localisation
Chateauneuf-de-Randon est une commune située à l'entrée de la montagne de la Margeride, en Haut-Gévaudan, à 20 km de Langogne, 29 km de Mende, 196 km de Lyon et environ 220 km de Montpellier.

### Communes limitrophes
Les communes limitrophes sont  Arzenc-de-Randon, Chaudeyrac, Laubert, Montbel, Pierrefiche et Saint-Jean-la-Fouillouse.
|                  | Saint-Jean-la-Fouillouse | Pierrefiche |
| Arzenc-de-Randon | Châteauneuf-de-Randon    | Chaudeyrac  |
| Laubert          | Montbel                  |             |

### Hydrographie
Le village est traversé au nord par la rivière du Chapeauroux et à l'ouest par la Boutaresse. Près de 20 ruisseaux y prennent leur source.

### Climat
Pour des articles plus généraux, voir Climat de l'Occitanie et Climat de la Lozère.
En 2010, le climat de la commune est de type climat de montagne, selon une étude s'appuyant sur une série de données couvrant la période 1971-2000. En 2020, Météo-France publie une typologie des climats de la France métropolitaine dans laquelle la commune est exposée à un climat de montagne ou de marges de montagne et est dans la région climatique Sud-est du Massif Central, caractérisée par une pluviométrie annuelle de 1 000 à 1 500 mm, minimale en été, maximale en automne.
Pour la période 1971-2000, la température annuelle moyenne est de 6,7 °C, avec une amplitude thermique annuelle de 15,4 °C. Le cumul annuel moyen de précipitations est de 1 094 mm, avec 10,6 jours de précipitations en janvier et 6,5 jours en juillet. Pour la période 1991-2020, la température moyenne annuelle observée sur la station météorologique installée sur la commune est de 7,5 °C et le cumul annuel moyen de précipitations est de 919,4 mm,. Pour l'avenir, les paramètres climatiques de la commune estimés pour 2050 selon différents scénarios d'émission de gaz à effet de serre sont consultables sur un site dédié publié par Météo-France en novembre 2022.
| Mois                                  | jan.           | fév.           | mars            | avril          | mai           | juin          | jui.          | août          | sep.          | oct.          | nov.           | déc.            | année    |
| ------------------------------------- | -------------- | -------------- | --------------- | -------------- | ------------- | ------------- | ------------- | ------------- | ------------- | ------------- | -------------- | --------------- | -------- |
| Température minimale moyenne (°C)     | −3,8           | −3,8           | −1,6            | 0,5            | 4,5           | 7,8           | 9,7           | 9,9           | 6,5           | 3,9           | −0,4           | −3,1            | 2,5      |
| Température moyenne (°C)              | 0              | 0,5            | 3,4             | 5,7            | 10            | 13,9          | 16,4          | 16,4          | 12,1          | 8,3           | 3,3            | 0,5             | 7,5      |
| Température maximale moyenne (°C)     | 3,8            | 4,7            | 8,4             | 10,8           | 15,5          | 20            | 23,2          | 23            | 17,6          | 12,7          | 7              | 4               | 12,6     |
| Record de froid (°C) date du record   | −24 12.01.1987 | −32 10.02.1956 | −22 05.03.1971  | −12 02.04.1952 | −6 16.05.1975 | −3 02.06.1975 | −1 20.07.1981 | −1 17.08.1957 | −4 27.09.1972 | −8,5 26.10.03 | −15 26.11.1955 | −21 03.12.1973  | −32 1956 |
| Record de chaleur (°C) date du record | 20 20.01.08    | 19,5 04.02.04  | 21,5 04.03.1997 | 28 25.04.1951  | 28 22.05.09   | 35 15.06.1951 | 38 05.07.1952 | 38 14.08.1952 | 38 08.09.1951 | 30 02.10.1956 | 22 09.11.1956  | 17,3 13.12.1994 | 38 1952  |
| Précipitations (mm)                   | 70,5           | 49,8           | 52,8            | 81             | 92,8          | 69,1          | 60,2          | 66,9          | 94,8          | 97,9          | 110            | 73,6            | 919,4    |

### Milieux naturels et biodiversité
L’inventaire des zones naturelles d'intérêt écologique, faunistique et floristique (ZNIEFF) a pour objectif de réaliser une couverture des zones les plus intéressantes sur le plan écologique, essentiellement dans la perspective d’améliorer la connaissance du patrimoine naturel national et de fournir aux différents décideurs un outil d’aide à la prise en compte de l’environnement dans l’aménagement du territoire.
Une ZNIEFF de type 1 est recensée sur la commune :
la « rivière du Chapeauroux » (357 ha), couvrant 9 communes du département et une ZNIEFF de type 2, : 
la « vallée du Chapeauroux » (10 037 ha), couvrant 12 communes dont une dans la Haute-Loire et 11 dans la Lozère.

Cartes des ZNIEFF de type 1 et 2 à Châteauneuf-de-Randon.
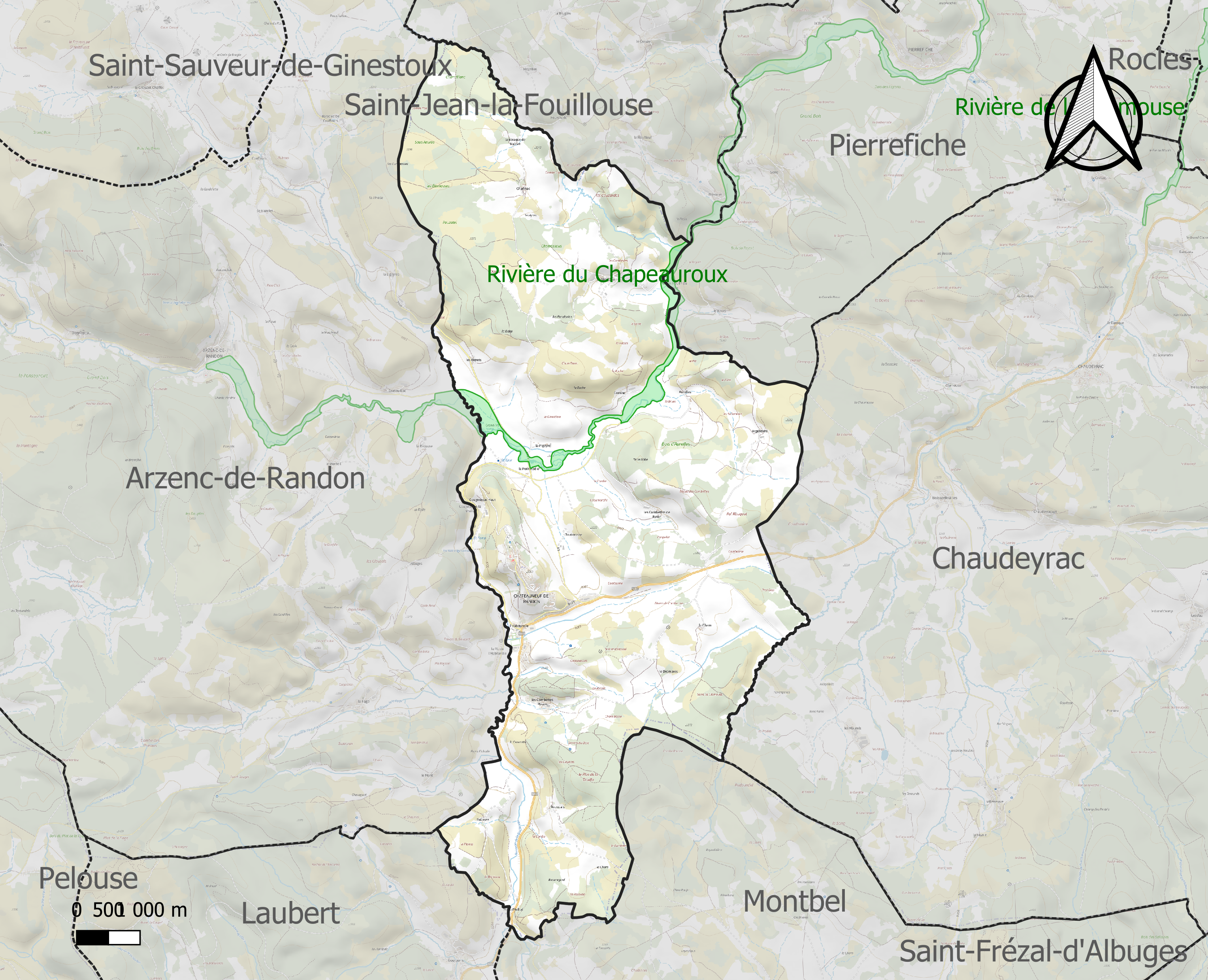
Carte de la ZNIEFF de type 1 sur la commune.
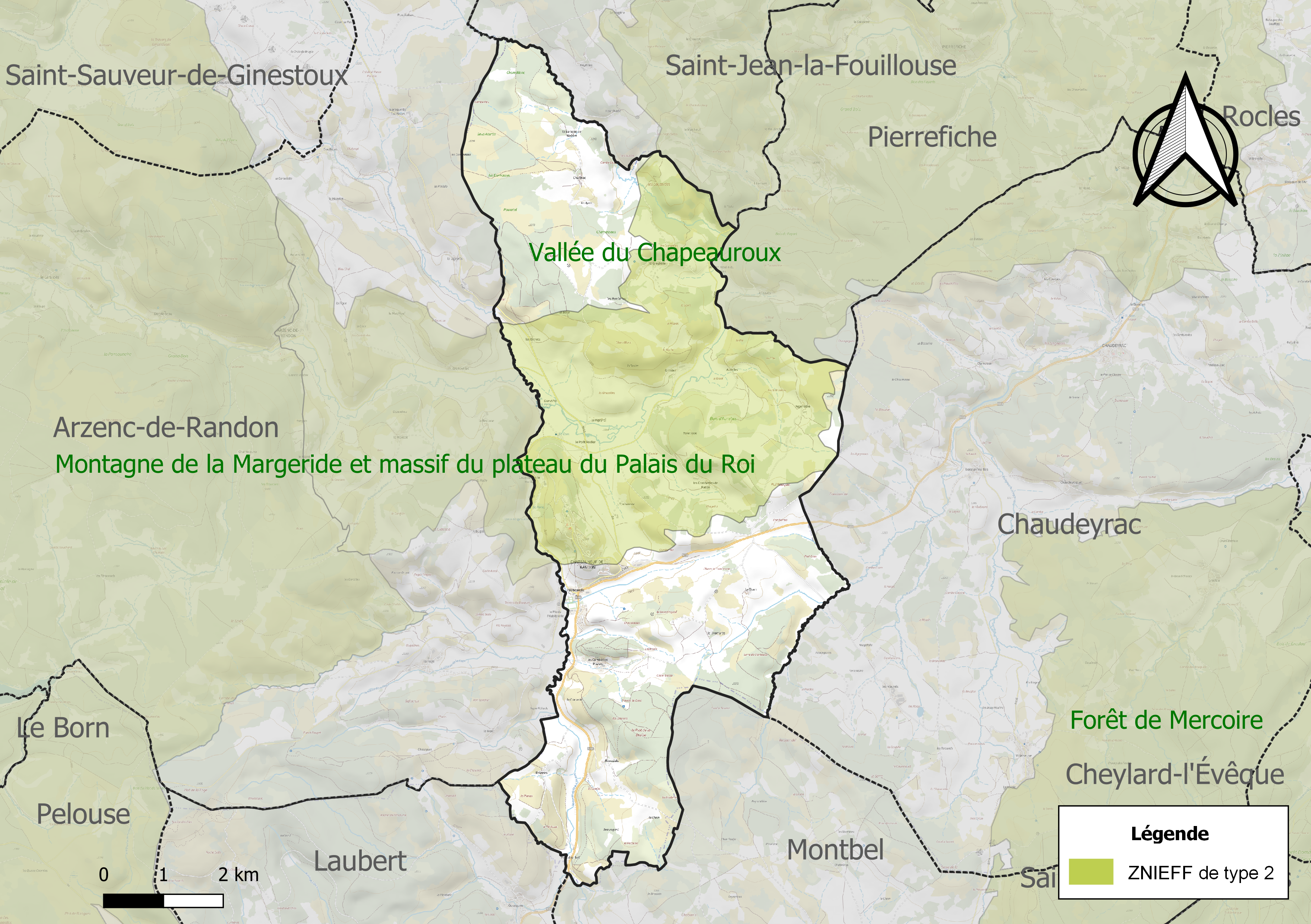
Carte de la ZNIEFF de type 2 sur la commune.

## Urbanisme

### Typologie
Au 1er janvier 2024, Châteauneuf-de-Randon est catégorisée commune rurale à habitat dispersé, selon la nouvelle grille communale de densité à sept niveaux définie par l'Insee en 2022.
Elle est située hors unité urbaine et hors attraction des villes,.

### Occupation des sols
L'occupation des sols de la commune, telle qu'elle ressort de la base de données européenne d’occupation biophysique des sols Corine Land Cover (CLC), est marquée par l'importance des forêts et milieux semi-naturels (57,1 % en 2018), en diminution par rapport à 1990 (61,3 %). La répartition détaillée en 2018 est la suivante : 
prairies (34,4 %), milieux à végétation arbustive et/ou herbacée (31,6 %), forêts (25,4 %), zones agricoles hétérogènes (7,3 %), zones urbanisées (1,3 %). L'évolution de l’occupation des sols de la commune et de ses infrastructures peut être observée sur les différentes représentations cartographiques du territoire : la carte de Cassini (XVIIIe siècle), la carte d'état-major (1820-1866) et les cartes ou photos aériennes de l'IGN pour la période actuelle (1950 à aujourd'hui).

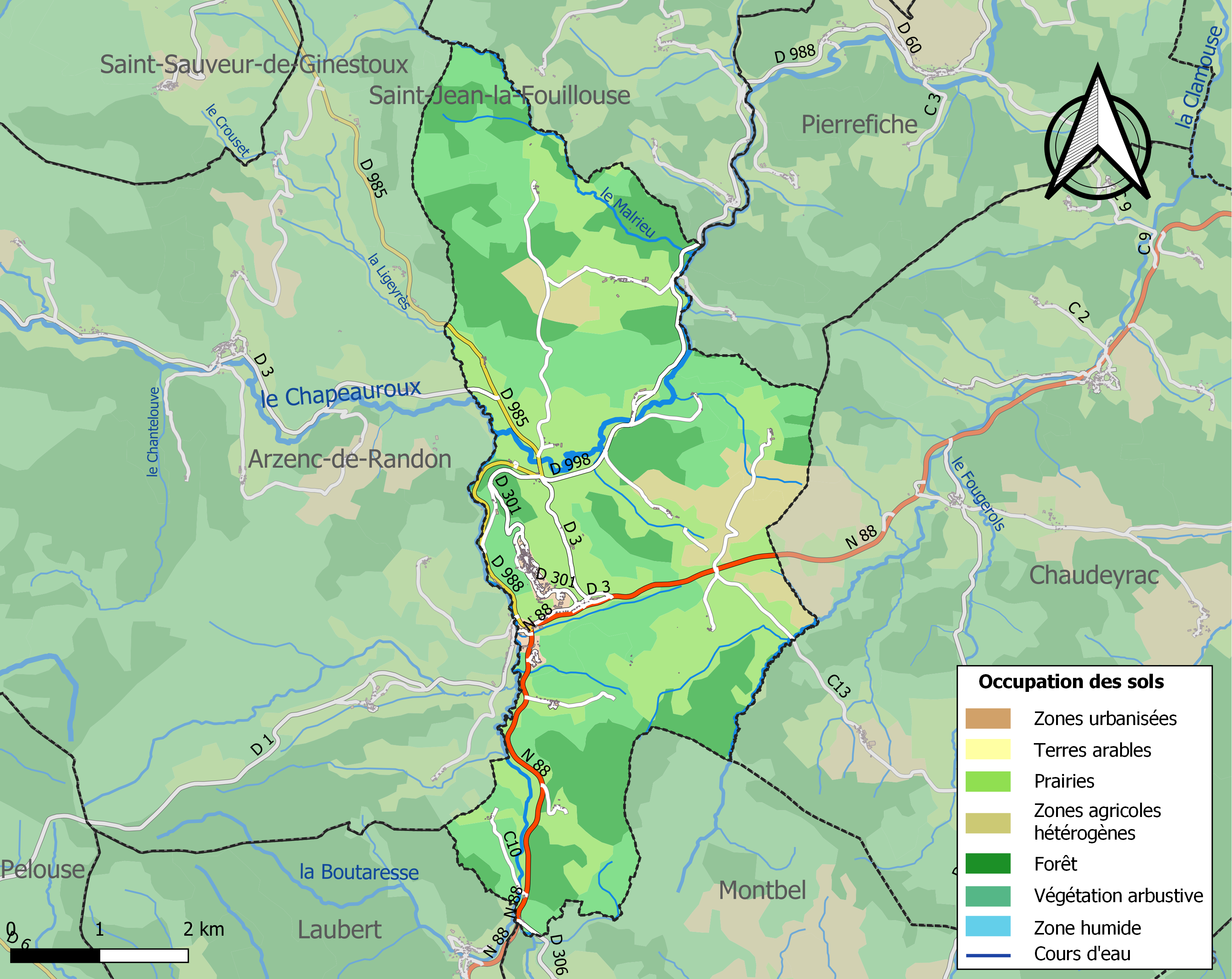
Carte des infrastructures et de l'occupation des sols de la commune en 2018 (CLC).

### Risques majeurs
Le territoire de la commune de Châteauneuf-de-Randon est vulnérable à différents aléas naturels : météorologiques (tempête, orage, neige, grand froid, canicule ou sécheresse), inondations, feux de forêts et séisme (sismicité faible). Il est également exposé à un risque technologique,  le transport de matières dangereuses, et à un risque particulier : le risque de radon. Un site publié par le BRGM permet d'évaluer simplement et rapidement les risques d'un bien localisé soit par son adresse soit par le numéro de sa parcelle.

#### Risques naturels
Certaines parties du territoire communal sont susceptibles d’être affectées par le risque d’inondation par débordement de cours d'eau, notamment le Chapeauroux, la Boutaresse et la Clamouse. La commune a été reconnue en état de catastrophe naturelle au titre des dommages causés par les inondations et coulées de boue survenues en 1982, 1994 et 2003,.
Châteauneuf-de-Randon est exposée au risque de feu de forêt. Un plan départemental de protection des forêts contre les incendies (PDPFCI) a été approuvé en décembre 2014 pour la période 2014-2023. Les mesures individuelles de prévention contre les incendies sont précisées par divers arrêtés préfectoraux et s’appliquent dans les zones exposées aux incendies de forêt et à moins de 200 mètres de celles-ci. L’arrêté du 23 mars 2018, complété par un arrêté de 2020, réglemente l'emploi du feu en interdisant notamment d’apporter du feu, de fumer et de jeter des mégots de cigarette dans les espaces sensibles et sur les voies qui les traversent sous peine de sanctions. L'arrêté du 23 août 2021, abrogeant un arrêté de 2002, rend le débroussaillement obligatoire, incombant au propriétaire ou ayant droit,,.

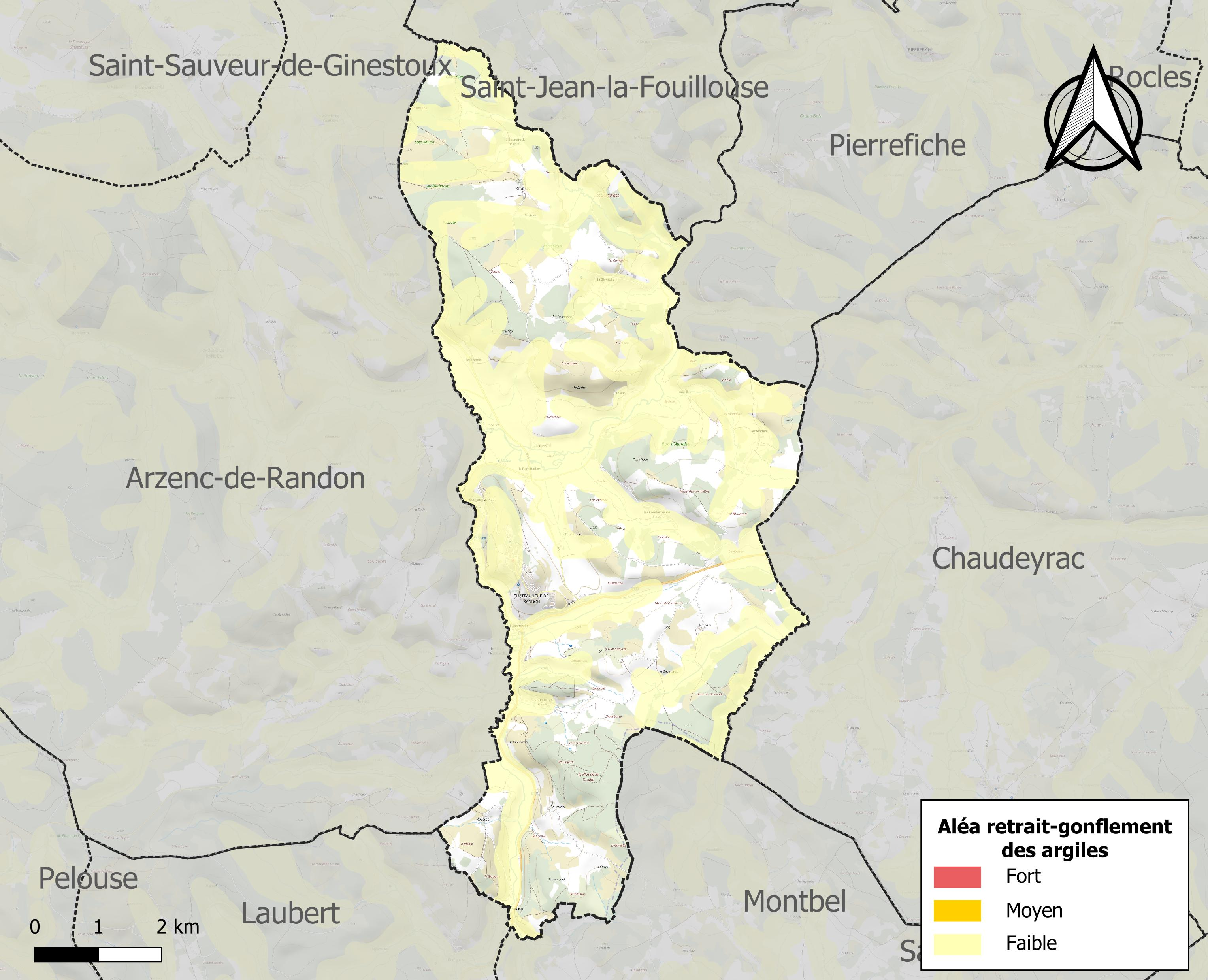
Carte des zones d'aléa retrait-gonflement des sols argileux de Châteauneuf-de-Randon.

Le retrait-gonflement des sols argileux est susceptible d'engendrer des dommages importants aux bâtiments en cas d’alternance de périodes de sécheresse et de pluie. Aucune partie du territoire de la commune n'est en aléa moyen ou fort (15,8 % au niveau départemental et 48,5 % au niveau national). Sur les 226 bâtiments dénombrés sur la commune en 2019,  aucun n'est en aléa moyen ou fort, à comparer aux 14 % au niveau départemental et 54 % au niveau national. Une cartographie de l'exposition du territoire national au retrait gonflement des sols argileux est disponible sur le site du BRGM,.
Par ailleurs, afin de mieux appréhender le risque d’affaissement de terrain, l'inventaire national des cavités souterraines permet de localiser celles situées sur la commune.

#### Risques technologiques
Le risque de transport de matières dangereuses sur la commune est lié à sa traversée par des infrastructures routières ou ferroviaires importantes ou la présence d'une canalisation de transport d'hydrocarbures. Un accident se produisant sur de telles infrastructures est susceptible d’avoir des effets graves sur les biens, les personnes ou l'environnement, selon la nature du matériau transporté. Des dispositions d’urbanisme peuvent être préconisées en conséquence.

#### Risque particulier
Dans plusieurs parties du territoire national, le radon, accumulé dans certains logements ou autres locaux, peut constituer une source significative d’exposition de la population aux rayonnements ionisants. Certaines communes du département sont concernées par le risque radon à un niveau plus ou moins élevé. Selon la classification de 2018, la commune de Châteauneuf-de-Randon est classée en zone 3, à savoir zone à potentiel radon significatif.

## Toponymie
Le nom de la commune est Chastèlnòu (de Randon) en occitan selon la norme classique. Le gentilé est Castelrandonnais(e).

## Histoire

### Village gallo-romain
Bien avant de devenir un château, le promontoire abritait un village gallo-romain.

### Création de Châteauneuf
Place forte médiévale bâtie par les Randon sur la route de Mende vers 1150, elle est la seconde résidence des barons de Randon après avoir déménagé du château du puech David (près d'Estables). La baronnie dominait toute cette partie de la Margeride, barrée au nord-est par les Peyres, avec qui les querelles ont été fréquentes, et par les Mercœur — et au sud par les barons du Tournel. Sous la protection des Randon se trouvait donc toute la plaine de Montbel et la forêt de Mercoire qui sont visibles depuis le promontoire.

### Guerre de Cent Ans, prise de Châteauneuf par du Guesclin

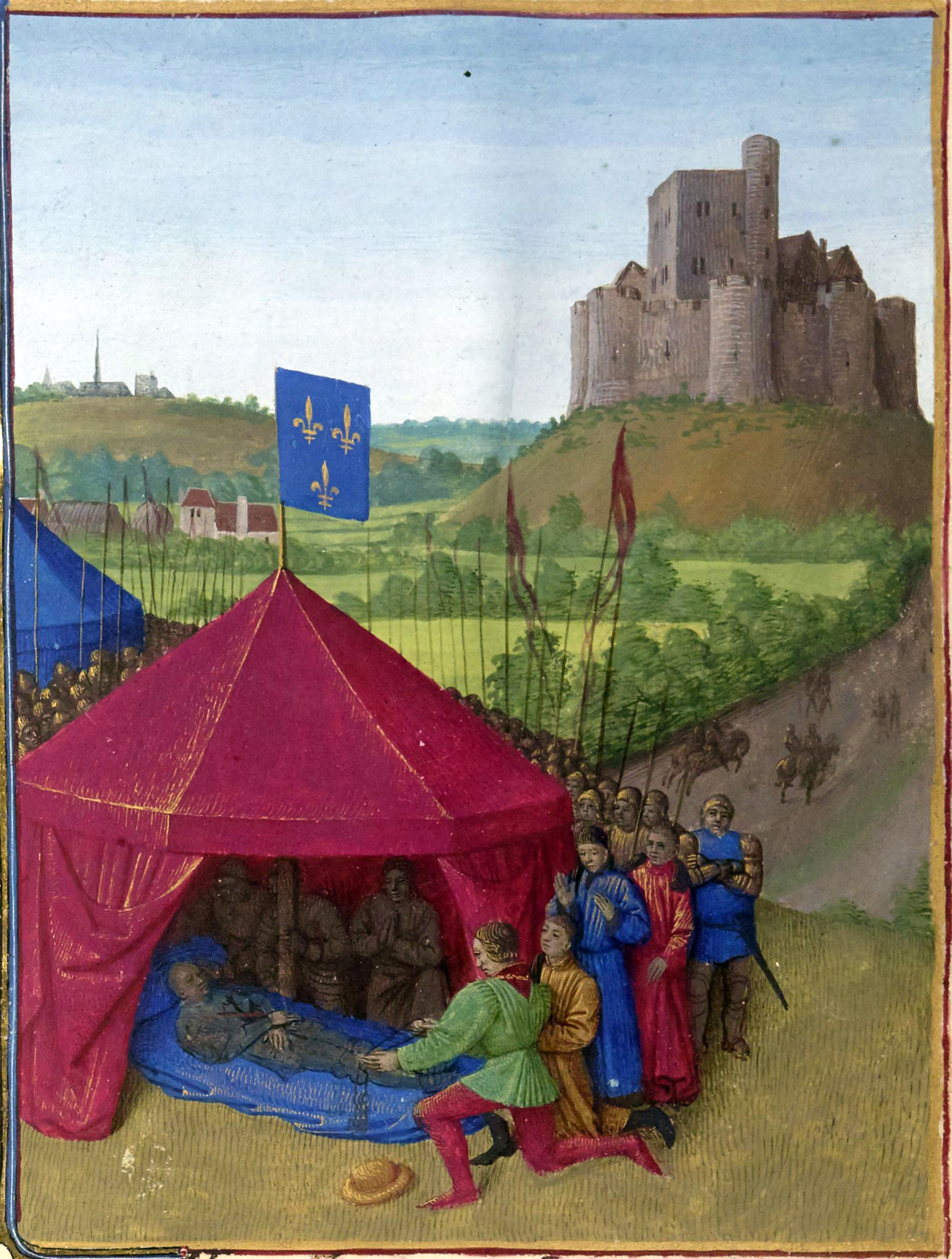
Bataille de Châteauneuf-Randon, mort de Du Guesclin.

Lors de la guerre de Cent Ans, le connétable de France, Bertrand Du Guesclin, fut chargé par le roi Charles V de libérer le Gévaudan de l'occupation anglaise. Châteauneuf-de-Randon était alors l'un des nombreux châteaux de la région détenus par les Anglais et le refuge de nombreux pilleurs qui s'attaquaient aux pays du Velay.

Le blason de du Guesclin.

On estime que c'est vers fin juin qu'il arrive vers le château. Commence alors le siège devant la forteresse de Châteauneuf. Vraisemblablement, les troupes de Du Guesclin étaient parvenues à encercler la citadelle, le camp principal se situant vers le lieu-dit de l'Habitarelle.
Sous la chaleur du mois de juillet 1380, une trêve est accordée aux assiégés, en échange de quoi ils promirent de se rendre s'ils n'étaient pas secourus. Mais Du Guesclin tomba malade et mourut. Les Anglais firent leur reddition devant la dépouille de Du Guesclin. 

### L'expansion du village, la disparition du château
La citadelle de Châteauneuf était vraisemblablement en forme de losange, les angles étant situés pour l'un au niveau du calvaire, un autre étant le donjon de la Tour des Anglais, au sud vers l'entrée de la citadelle et à l'est en opposition avec la tour. Elle servit aux XVe et XVIe siècles de refuge pour les habitants alentour en cas de mauvaise période. C'est à ce moment-là que Châteauneuf a alors englobé les lieux-dits à son pied : l'Habitarelle et les Combettes Planes entre autres. Vers 1632, le roi Louis XIII ordonne que l'on démantèle les châteaux de Luc, Grèzes et Châteauneuf. On utilisera les restes du château pour construire l'église du village et une partie des habitations.

## Politique et administration

### Découpage territorial
La commune de Châteauneuf-de-Randon est membre de la communauté de communes Randon - Margeride, un établissement public de coopération intercommunale (EPCI) à fiscalité propre créé le 30 novembre 2016 dont le siège est à Monts-de-Randon. Ce dernier est par ailleurs membre d'autres groupements intercommunaux.
Sur le plan administratif, elle est rattachée à l'arrondissement de Mende, à la circonscription administrative de l'État de la Lozère et à la région Occitanie.
Sur le plan électoral, elle dépend du canton de Grandrieu pour l'élection des conseillers départementaux, depuis le redécoupage cantonal de 2014 entré en vigueur en 2015, et de la circonscription de la Lozère pour les élections législatives, depuis le dernier découpage électoral de 2010.

### Liste des maires
| Période | Période              | Identité        | Étiquette | Qualité |
| ------- | -------------------- | --------------- | --------- | --- |
| 1962    | octobre 2000 (décès) | Adrien Durand   | UDF       | Député (1981-93) Conseiller général du canton de Châteauneuf-de-Randon (1955-1992) Président du Conseil général (1979-1981) |
| 2001    | 2014                 | Pierre Bessière | SE        | |
| 2014    | En cours             | Bruno Durand    | DVD       | Conseiller départemental du canton de Grandrieu (2015-2021)                                                                 |

## Démographie
L'évolution du nombre d'habitants est connue à travers les recensements de la population effectués dans la commune depuis 1793. Pour les communes de moins de 10 000 habitants, une enquête de recensement portant sur toute la population est réalisée tous les cinq ans, les populations de référence des années intermédiaires étant quant à elles estimées par interpolation ou extrapolation. Pour la commune, le premier recensement exhaustif entrant dans le cadre du nouveau dispositif a été réalisé en 2004.

En 2022, la commune comptait 518 habitants, en évolution de −7,66 % par rapport à 2016 (Lozère : +0,11 %, France hors Mayotte : +2,11 %).
| 1793 | 1800 | 1806 | 1821 | 1831 | 1836 | 1841 | 1846 | 1851 |
| ---- | ---- | ---- | ---- | ---- | ---- | ---- | ---- | ---- |
| 450  | 498  | 602  | 538  | 607  | 590  | 608  | 629  | 658  |

| 1856  | 1861  | 1866  | 1872 | 1876 | 1881 | 1886 | 1891 | 1896 |
| ----- | ----- | ----- | ---- | ---- | ---- | ---- | ---- | ---- |
| 1 502 | 1 465 | 1 391 | 896  | 708  | 733  | 768  | 733  | 731  |

| 1901 | 1906 | 1911 | 1921 | 1926 | 1931 | 1936 | 1946 | 1954 |
| ---- | ---- | ---- | ---- | ---- | ---- | ---- | ---- | ---- |
| 844  | 794  | 703  | 643  | 647  | 587  | 553  | 508  | 427  |

| 1962 | 1968 | 1975 | 1982 | 1990 | 1999 | 2004 | 2006 | 2009 |
| ---- | ---- | ---- | ---- | ---- | ---- | ---- | ---- | ---- |
| 405  | 403  | 504  | 541  | 536  | 532  | 504  | 523  | 520  |

| 2014 | 2019 | 2022 | - | - | - | - | - | - |
| ---- | ---- | ---- | - | - | - | - | - | - |
| 566  | 527  | 518  | - | - | - | - | - | - |

## Économie

### Revenus
En 2018, la commune compte 164 ménages fiscaux, regroupant 360 personnes. La médiane du revenu disponible par unité de consommation est de 20 730 € (20 420 € dans le département).

### Emploi
|                | 2008  | 2013  | 2018  |
| -------------- | ----- | ----- | ----- |
| Commune        | 3,4 % | 3,3 % | 4,2 % |
| Département    | 5 %   | 6,4 % | 7,1 % |
| France entière | 8,3 % | 10 %  | 10 %  |

En 2018, la population âgée de 15 à 64 ans s'élève à 316 personnes, parmi lesquelles on compte 58,8 % d'actifs (54,6 % ayant un emploi et 4,2 % de chômeurs) et 41,2 % d'inactifs,. Depuis 2008, le taux de chômage communal (au sens du recensement) des 15-64 ans est inférieur à celui de la France et du département.
La commune est hors attraction des villes,. Elle compte 282 emplois en 2018, contre 350 en 2013 et 309 en 2008. Le nombre d'actifs ayant un emploi résidant dans la commune est de 176, soit un indicateur de concentration d'emploi de 160,4 % et un taux d'activité parmi les 15 ans ou plus de 41,4 %.
Sur ces 176 actifs de 15 ans ou plus ayant un emploi, 103 travaillent dans la commune, soit 59 % des habitants. Pour se rendre au travail, 70,9 % des habitants utilisent un véhicule personnel ou de fonction à quatre roues, 1,2 % les transports en commun, 11,6 % s'y rendent en deux-roues, à vélo ou à pied et 16,3 % n'ont pas besoin de transport (travail au domicile).

## Culture locale et patrimoine

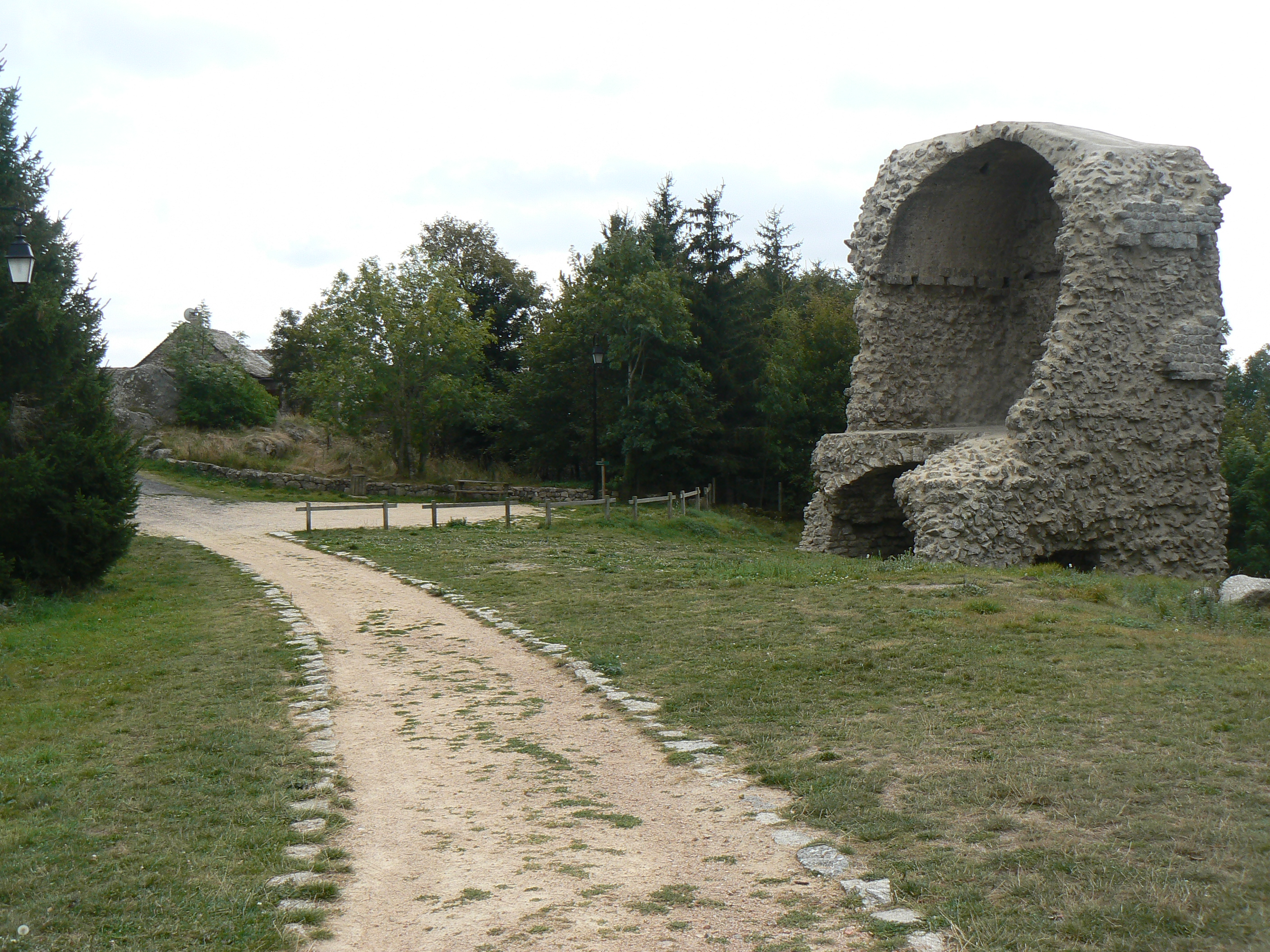
La tour des Anglais.

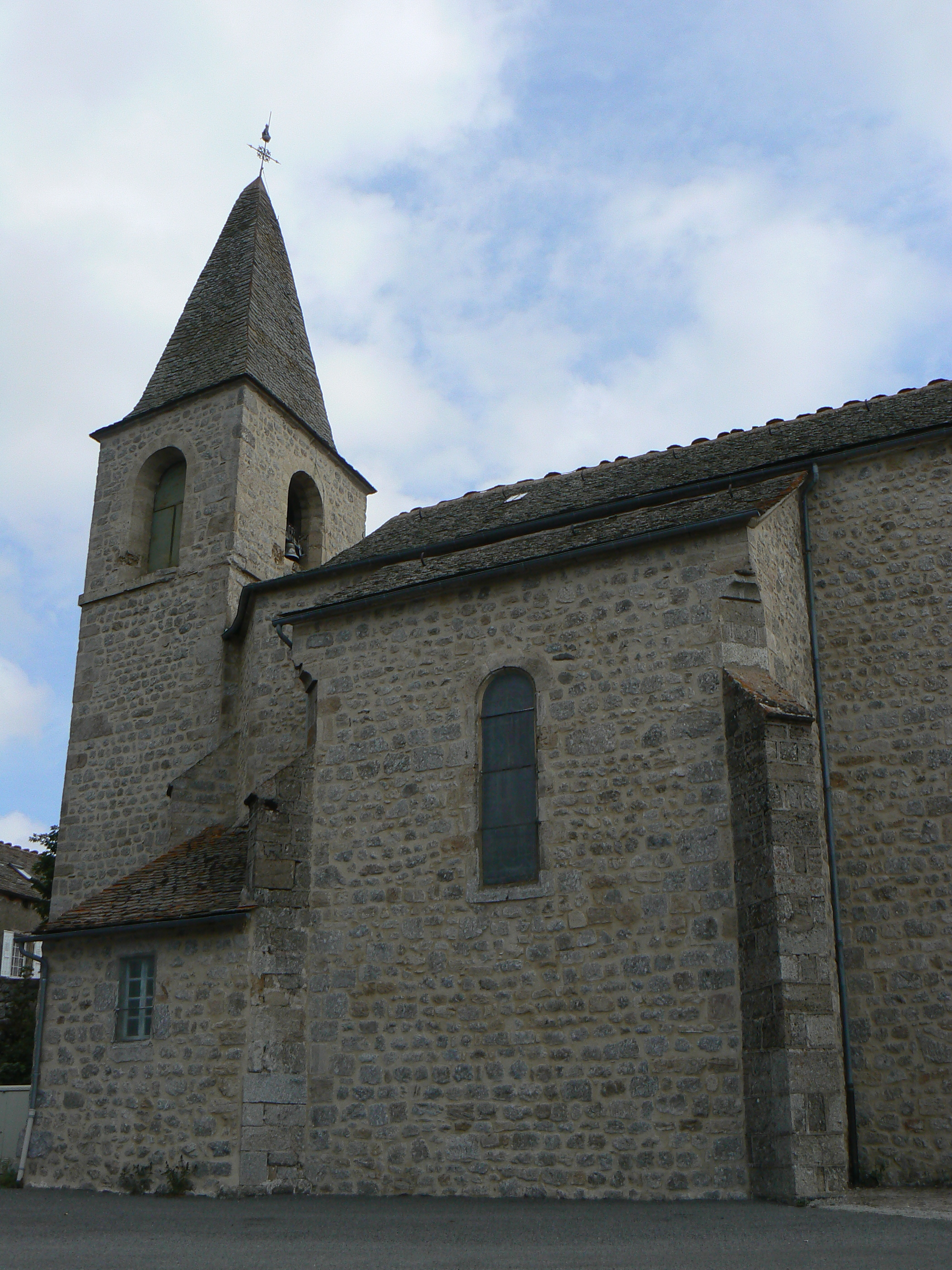
L'église.

### Lieux et monuments
- La tour dite Tour des Anglais, vestige de la citadelle de Châteauneuf-de-Randon.
- Église Saint-Étienne du XIXe siècle.
- Calvaire situé à l'emplacement du donjon principal et tour de guet de la citadelle (au nord), avec une vue magnifique et panoramique.

### Musées
- Le musée Du Guesclin, sur la place du village, retraçant la vie de ce grand guerrier au service Charles V.
- À proximité, « la Toison d'or », ferme découverte et musée vivant sur les animaux à fourrure.

### Autres
- Le cénotaphe de Bertrand du Guesclin à l'Habitarelle, classé monument historique.
- Statue en bronze de Du Guesclin sur la place du village, œuvre du sculpteur Hector Lemaire, inaugurée le 19 août 1894[28]
- À proximité, source de la Clauze.
- Le Soulier, pierre branlante, associée par la tradition à Roland ou à Gargantua : elle mesure 2,60 m de long sur 1,90 m de large et 1,70 m[29]

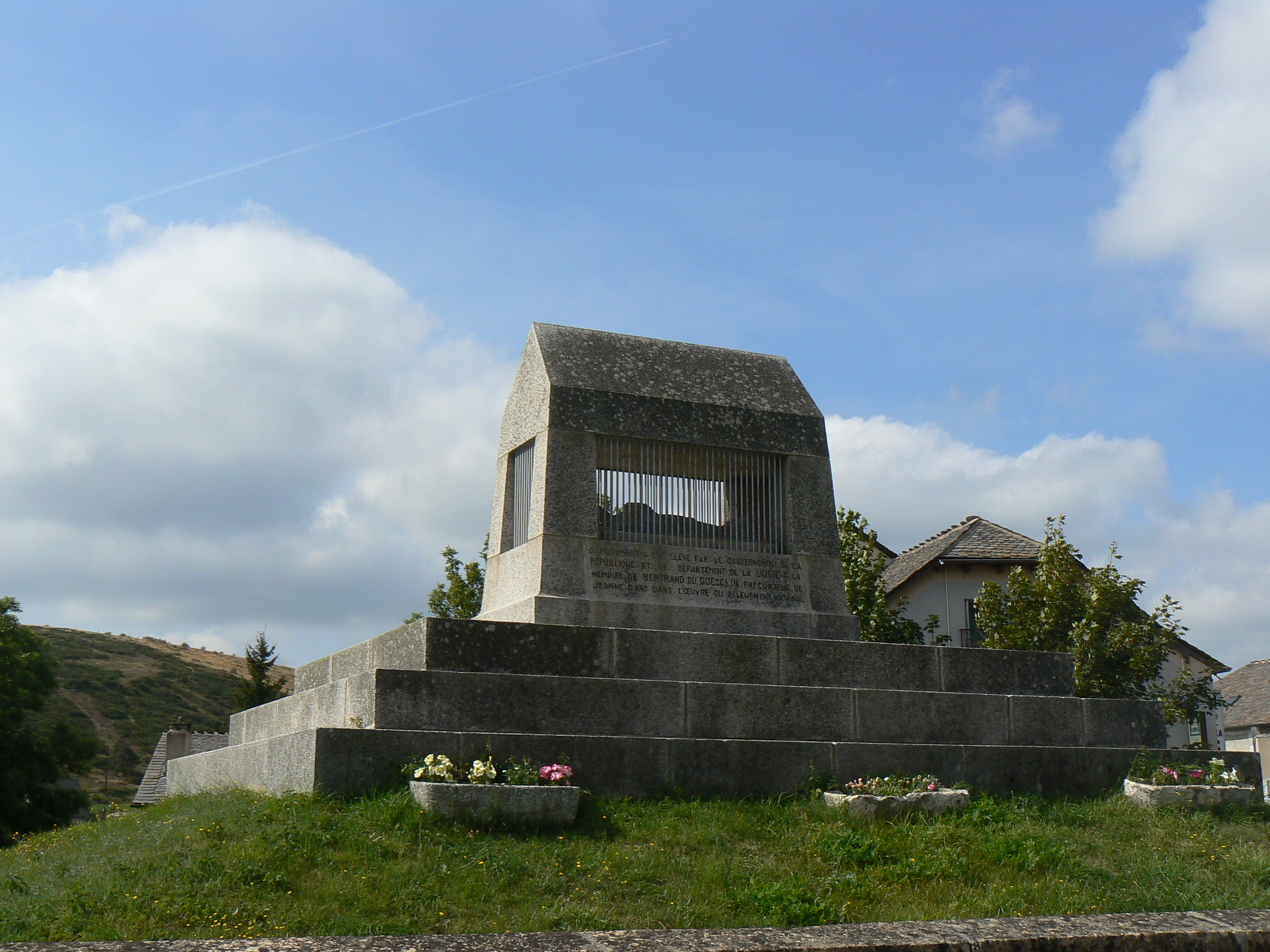
Cénotaphe de Bertrand du Guesclin.
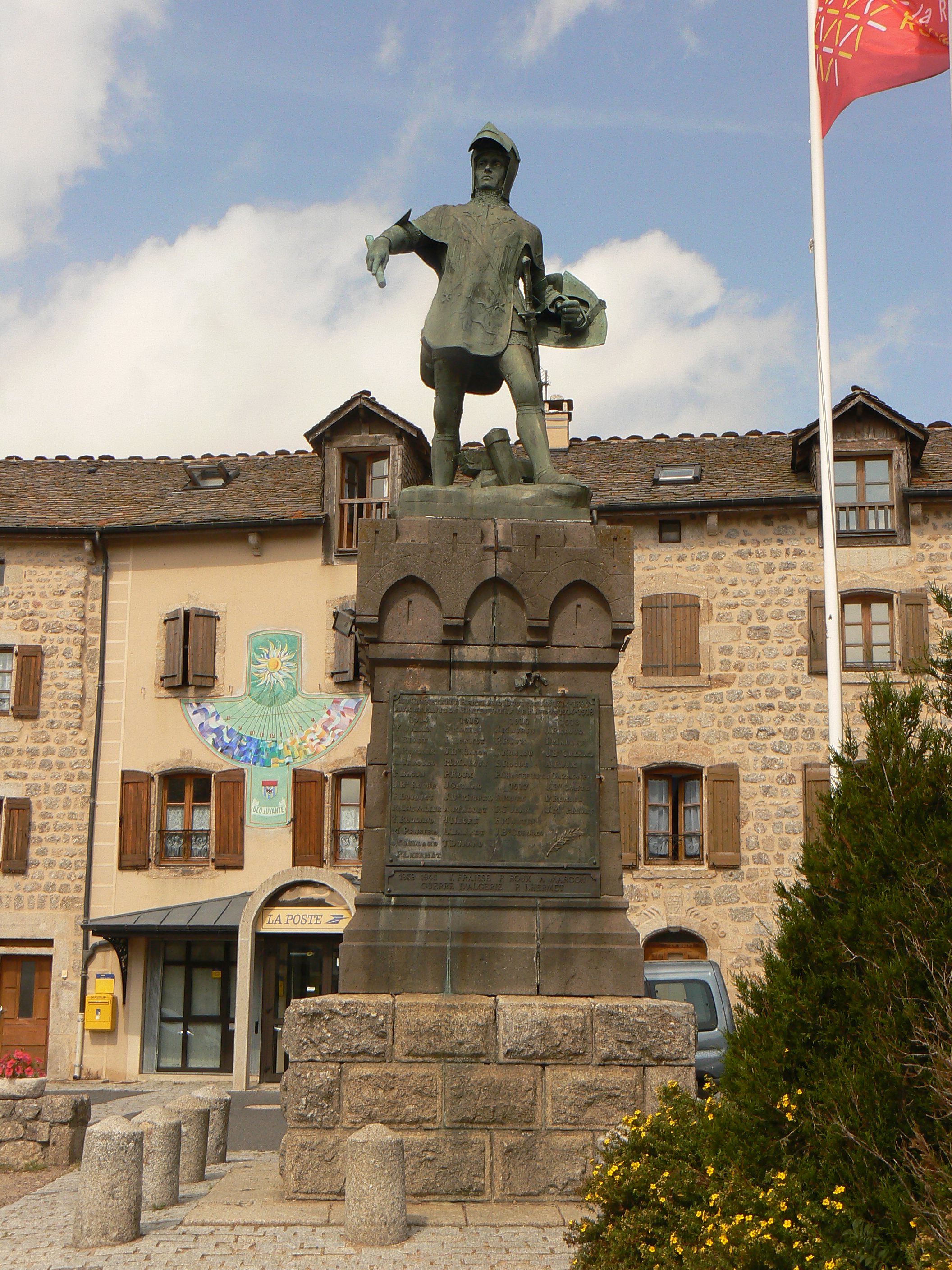
La statue de Du Guesclin.
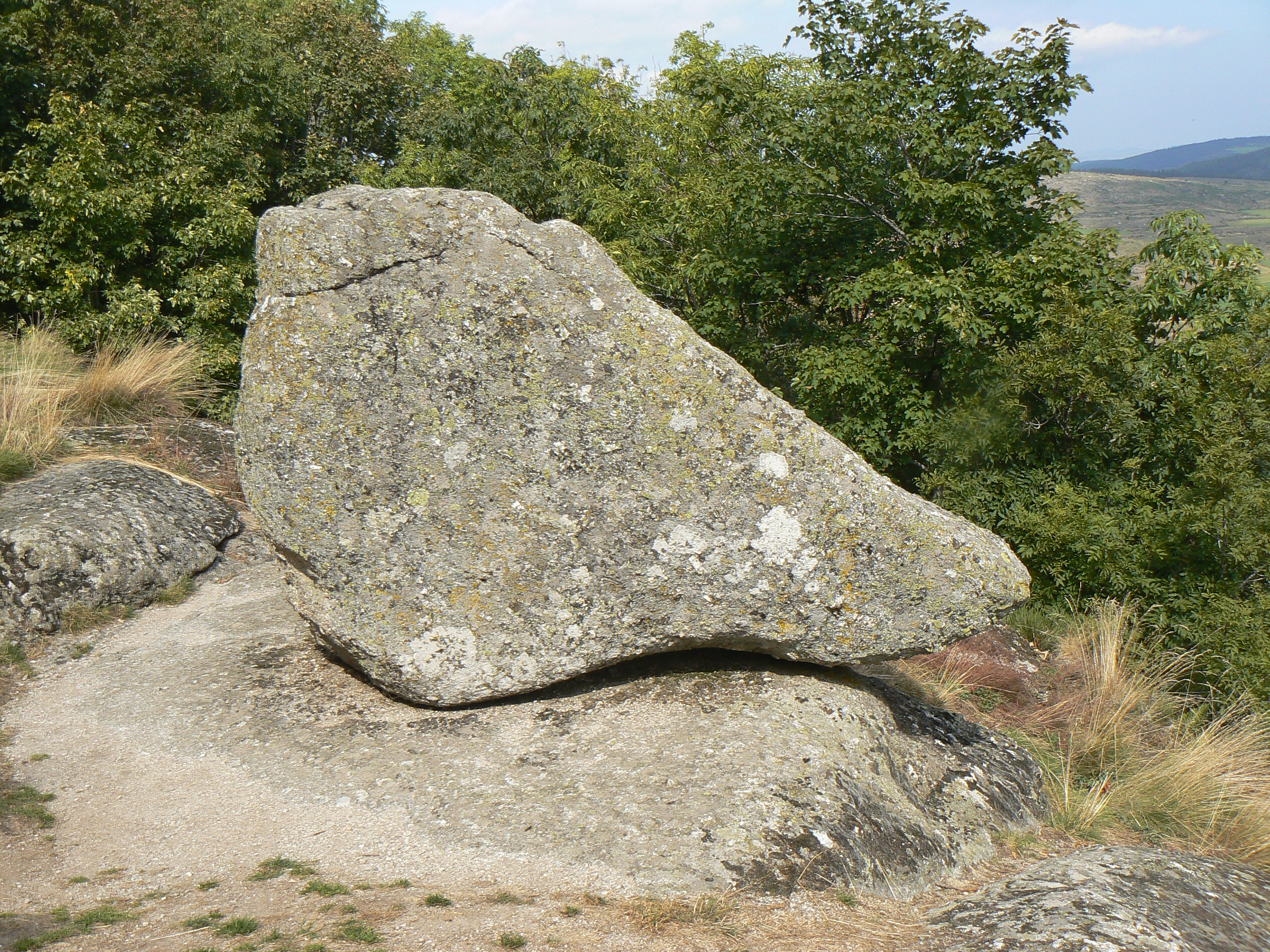
Le Soulier.

### Personnalités liées à la commune
- Famille de Châteauneuf-Randon (la Maison de Joyeuse porte un blason rappelant ses origines castelrandonnaises).
- Les membres de la Maison de Joyeuse.
- Bertrand du Guesclin mourut le 13 ou 14 juillet 1380 devant Châteauneuf-de-Randon qu'il assiégeait, selon la légende, d'avoir bu de l'eau trop fraîche de la fontaine du pré de la Glauze.

### Héraldique
| Châteauneuf-de-Randon | Le blasonnement de Châteauneuf-de-Randon est : d'or à trois pals d'azur, au chef de gueules ; à l'écusson d'argent en abîme, chargé d'une aigle bicéphale de sable, becquée et membrée de gueules, et d'une cotice du même brochant. Sans l'écusson, il s'agit du blasonnement de la baronnie de Randon. L'écusson étant le blason de Du Guesclin. |